# 七郷村 (埼玉県)
七郷村（ななさとむら）とは埼玉県比企郡にかつて存在した村である。現在の嵐山町の北部にあたる。

## 歴史
- 1989年（明治22年） 町村制の施行により、吉田村、太郎丸村、広野村、勝田村、越畑村、古里村、杉山村が合併し比企郡七郷村が成立する
- 1955年（昭和30年）4月15日 菅谷村と合併し、菅谷村を新設して消滅する。